# Csilla Bartos-Cserepy
Csilla Bartos-Cserepy (Il Cairo, 29 marzo 1966) è un'ex tennista ungherese naturalizzata svizzera.

## Biografia
È nata in Egitto da genitori ungheresi, la mamma era la nuotatrice olimpica Klára Killermann-Bartos, dopo il matrimonio con Danny Cserepy ha iniziato a competere con il doppio cognome e sotto la bandiera elvetica.

## Carriera
Durante gli Ellesse Grand Prix 1986 ha raggiunto la finale sia nel singolare che nel doppio uscendone tuttavia sconfitta in entrambe le discipline, l'anno successivo è avanzata fino al terzo turno degli Australian Open dove è stata sconfitta in tre set combattuti dalla sesta testa di serie Manuela Maleeva.
Ha fatto parte della squadra ungherese di Fed Cup dal 1981 al 1986 ottenendo dodici vittorie e tredici sconfitte, nella Federation Cup 1990 ha rappresentato la Svizzera vincendo tre incontri e perdendone due.

## Statistiche

### Singolare

#### Finali perse (2)
| Numero | Anno | Torneo                      | Superficie  | Avversaria in finale | Punteggio |
| 1.     | 1986 | Ellesse Grand Prix, Perugia | Terra rossa | Nathalie Herreman    | 2–6, 4–6  |
| 2.     | 1990 | Swedish Open, Båstad        | Terra rossa | Sandra Cecchini      | 1–6, 2–6  |

### Doppio

#### Finali perse (2)
| Numero | Anno | Torneo                      | Superficie  | Compagna   | Avversarie in finale              | Punteggio |
| 1.     | 1985 | Brasil Open, São Paulo      | Terra rossa | Niege Dias | Mercedes Paz Gabriela Sabatini    | 5–7, 4–6  |
| 2.     | 1986 | Ellesse Grand Prix, Perugia | Terra rossa | Amy Holton | Carin Bakkum Nicole Muns-Jagerman | 4–6, 4–6  |